# Morbo del caribù
Il morbo del caribù, noto anche come avvelenamento da proteine, o, in inglese, rabbit starvation, è una forma acuta di malnutrizione causata da un eccessivo consumo di carne magra (ad esempio, coniglio o petto di pollo) accoppiata ad una mancanza di altre fonti di sostanze nutritive, in particolare di grassi e carboidrati. Quando questa dieta si combina con fattori di stress, ad esempio un ambiente molto freddo oppure caldo e asciutto, si manifesta la sintomatologia tipica. 

## Manifestazioni cliniche
I soggetti affetti dal morbo del caribù dopo un periodo variabile di dieta ricca in proteine e povera di carboidrati e grassi manifestano nausea e cefalea, diarrea, stanchezza ed affaticabilità, ipotensione arteriosa, tendenza a riduzione della frequenza cardiaca, e un malessere aspecifico associato a un senso di fame che può essere soddisfatto solo dal consumo di grassi o carboidrati.

## Eziopatogenesi
È stato osservato che il fegato umano non è in grado di metabolizzare un quantitativo superiore a 200-300 g di proteine al giorno. Allo stesso modo, i reni umani sono altrettanto limitati nella loro capacità di rimuovere alcuni tipi di scorie dal flusso sanguigno, e in particolare l'urea (un sottoprodotto del catabolismo proteico).
Se l'apporto proteico supera le quantità sopra menzionate la concentrazione nel sangue di aminoacidi, ammoniaca, urea ed altre sostanze raggiunge livelli eccessivi.
Le proteine contengono solo 4 kcal/grammo. Un normale essere umano adulto richiede poco più di 2000 kcal per mantenere il bilancio energetico. Risulta evidente come sia possibile superare l'assunzione di quantitativi di proteine ritenuti "sicuri" (i 200-300 grammi sopraindicati) se si è soggetti a una dieta iperproteica con poche o nessuna fonte di grassi o carboidrati.
L'iperammoniemia ed altri cataboliti presenti nel sangue possono avere conseguenze potenzialmente fatali, soprattutto se il soggetto è passato a una dieta iperproteica senza dare all'organismo il tempo necessario ad adattarsi attraverso un aumento degli enzimi epatici coinvolti nella metabolizzazione proteica.
Allo stato attuale, vi è una mancanza di dati scientifici certi sugli effetti di una dieta ricca di proteine. Per questo motivo, e sulla scorta della osservazione che il fegato è capace di compensare in pochi giorni una modifica dietetica comportante una maggiore assunzione di proteine, lo US Food and Nutrition Board non ha fissato un limite massimo tollerabile e neppure un intervallo accettabile per le proteine nella distribuzione di macronutrienti.

## Riferimenti storici e curiosità

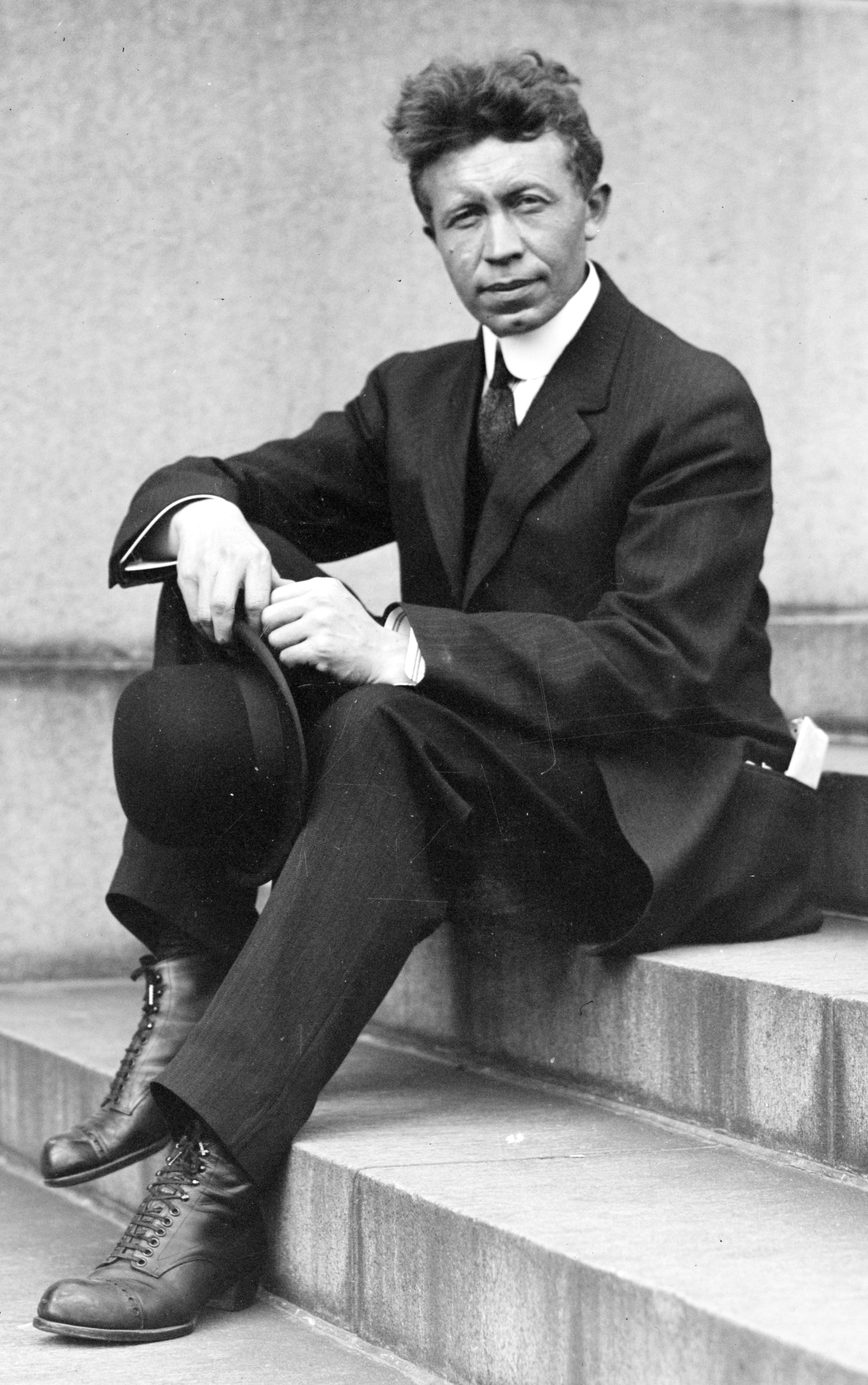
Vilhjalmur Stefansson (1879-1962). Sua una delle prime descrizioni del morbo del Caribù

Vilhjalmur Stefansson, un esploratore dell'artico canadese ed etologo, ha scritto quanto segue:
"I gruppi che dipendono dal grasso degli animali sono i più fortunati fra coloro che si basano sulla caccia, poiché non soffriranno mai di "fame di grasso". Per quanto riguarda il Nord America, questo problema è certamente più grave tra quegli indiani della foresta che basano la propria alimentazione sul coniglio, l'animale con la carne più magra in tutto il Nord, e che sviluppano all'estremo quella sindrome da fame di grassi nota come rabbit-starvation.
Coloro che si cibano di conigli, se non sono in grado di assumere grasso da un'altra fonte animale (ad esempio il castoro, l'alce, i pesci) svilupperanno diarrea in circa una settimana, con mal di testa, stanchezza e malessere aspecifico. Se è possibile approvvigionarsi senza problemi di conigli, costoro mangeranno fino a distendere il loro stomaco. Ma non importa quanto mangino, si sentiranno comunque insoddisfatti. 
Alcuni pensano che un uomo possa morire prima mangiando continuamente carne priva di grassi piuttosto che restandosene senza mangiare nulla, ma questa è una credenza del Nord basata su prove insufficienti. Fortunatamente, le morti dovute a rabbit-starvation, o a consumo di altre carni magre, sono decisamente rare. Infatti, comprendere il principio che scatena la sindrome è abbastanza facile, di conseguenza sono attuate tutte le misure possibili di prevenzione.
Stefansson scrisse anche l'introduzione al libro di Alden Todd "Abbandonati: la storia della spedizione nell'Artico di Greely 1881-1884". Questo libro racconta le esperienze strazianti dei 25 membri della spedizione, 19 dei quali morirono. Nell'introduzione Stefansson richiama proprio il morbo del caribù e lo ritiene la chiave del problema della spedizione di Greely, causa sufficiente, a suo dire, a spiegare perché solo in sei membri furono in grado di tornare. Egli conclude, infatti, affermando che una delle principali ragioni di tutte quelle morti sarebbe stato il cannibalismo della carne magra dei membri della spedizione che erano già defunti.
Charles Darwin, nel libro "Il viaggio del Beagle", ebbe modo di scrivere:
"In questo posto siamo stati in grado di comprare qualche biscotto. Avevo trascorso parecchi giorni senza assaggiare qualsiasi cosa che non fosse a base di carne. Non mi dispiaceva per nulla questo nuovo regime, ma sentivo che sarebbe stato più favorevole se fosse stato accompagnato da un forte esercizio. Ho sentito dire che alcuni ammalati in Inghilterra, quando debbono limitarsi esclusivamente ad una dieta animale, pur avendo davanti agli occhi la speranza di salvarsi la vita, sono a malapena in grado di sopportare un tale regime dietetico.  
Eppure il Gaucho nelle Pampas, per mesi e mesi non tocca altro che carne di manzo. Ma essi mangiano, osservo, una grandissima parte di grasso, ed essi non amano particolarmente la carne secca, come quella dell'Agouti. Il dottor Richardson, inoltre, ha osservato, "che quando le persone si alimentano per lungo tempo esclusivamente con alimenti magri di origine animale, il desiderio di grasso diviene così insaziabile, che essi possono consumarne una grande quantità, perfino di grassi non miscelati ed anche di tipo oleoso senza averne nausea." Questo mi sembra un fatto fisiologico decisamente curioso. È, forse, proprio a causa della loro dieta basata sulla carne che i Gauchos, come altri animali carnivori, possono astenersi dal cibo per lungo tempo. Mi è stato detto che a Tandeel, alcune truppe inseguirono volontariamente un gruppo di indiani per tre giorni, senza mangiare o bere.